# Террі Кленсі
Терренс Джон Кленсі (англ. Terrance John Clancy, нар. 2 квітня 1943, Оттава) — канадський хокеїст, що грав на позиції крайнього нападника. Грав за збірну команду Канади на зимовій Олімпіаді в Інсбруці.
Син Кінга Кленсі.

## Ігрова кар'єра
Професійну хокейну кар'єру розпочав 1960 року.
Протягом професійної клубної ігрової кар'єри, що тривала 16 років, захищав кольори команд «Каліфорнія Голден-Сілс», «Торонто Мейпл-Ліфс» та деяких інших команд нижчих північноамериканських ліг.
Усього провів 93 матчі в НХЛ.
Виступав за збірну Канади.